# Свети Николай (Хромио)
„Свети Николай“ (на гръцки: Αγίου Νικολάου или Άη Νικολα) е възрожденска православна църква край кожанското село Хромио (Сфилци), Егейска Македония, Гърция, част от Сервийската и Кожанска епархия.
Храмът е построен в 1859 година. Намира се на 4 километра северно от Хромио, в планината Червена гора (Вуринос) и е част от Музея на македонската борба. Църквата е храмът и единствената запазена сграда от бившето село Вурино, чиито жители са се изселили в Хромио и съседните селища. В нея са реставрирани забележителни стенописи. Тя е свързана с Гръцкото въстаническо движение от 1878 година – в нея свещеникът освещава въстаническото знаме.